# Ken’ichirō Itami
Ken’ichirō Itami (jap. 伊丹 健一郎, Itami Ken’ichirō; * 4. April 1971)  ist ein japanischer Chemiker (Organische Chemie).
Itami studierte ab 1990 Chemie an der Universität Kyōto mit dem Bachelor-Abschluss 1994, dem Master-Abschluss 1996 und der Promotion bei Yoshihiko Ito 1998. Als Post-Doktorand war er 1997/98 an der Universität Uppsala bei Jan-E. Bäckvall. Ab 1998 war er Wissenschaftlicher Assistent (Assistant Professor) in Kyoto bei Jun-ichi Yoshida, 2005 außerordentlicher Professor (Associate Professor) an der Universität Nagoya (bei Ryoji Noyori) und 2008 ordentlicher Professor. 2012 wurde er dort Direktor des Instituts für Transformative Biomoleküle (das auf zehn Jahre mit 70 Millionen Dollar des WPI Programms in Japan gefördert wird). Seit 2013 war er Forschungsdirektor des Itami Molecular Nanocarbon Project (gefördert von der staatlichen Forschungsbehörde JST im ERATO Programm).
Er befasst sich mit neuartigen Synthesemethoden zum Beispiel für Naturstoffe und Pharmazeutika mit C-H-Aktivierung, Synthese optoelektronischer Materialien und kontrollierter bottom-up-Synthese von Kohlenstoffnanoröhren, Graphenen und Fullerenen.
Er war Gastprofessor in Kyoto, an der chinesischen Wuhan-Universität und in Tokio. 2015 war er Cope Scholar und 2014 erhielt er den JSPS Preis. 2012 wurde er Fellow der Royal Society of Chemistry und erhielt den Gottfried Wagener Preis.

## Schriften
- mit Yasutomo Segawa, Takehisa Maekawa: Synthesis of Extended π-Systems through C-H Activation, Angewandte Chemie Intern. Edition, Band 54, 2015, S. 66–81
- mit Junichiro Yamaguchi, Atsushi D. Yamaguchi: C-H Bond Functionalization: Emerging Synthetic Tools for Natural Products and Pharmaceuticals, Angewandte Chemie Intern. Edition, Band 51, 2012, S. 8960–9009.
- mit Yanagisawa u. a.: Potassium t-butoxide alone can promote the biaryl coupling of electron-deficient nitrogen heterocycles and haloarenes, Organic Letters, Band 10, 2008, S. 4673–4676
- mit  Yanagisawa u. a.: Direct C− H Arylation of (Hetero) arenes with Aryl Iodides via Rhodium Catalysis, J. Am. Chem. Soc., Band 128, 2006, S. 11748–11749